# Марк Лициний Лукулл (военный)
Марк Лици́ний Луку́лл (лат. Marcus Licinius Lucullus; примерно 64 год до н. э., Рим, Римская республика — октябрь 42 года до н. э., при Филиппах, провинция Македония, Римская республика) — римский аристократ, участник гражданских войн, сражавшийся на стороне Республики.

## Биография
Марк Лициний родился примерно в 64 году до н. э. в семье Луция Лициния Лукулла и его второй жены Сервилии Младшей. Его преномен называет только один античный автор — Валерий Максим, тогда как остальные источники дают сокращённый вариант имени (например, у Марка Туллия Цицерона это «молодой Лукулл» или «мальчик Лукулл»). Поскольку отец, дед и прадед Марка носили преномен Луций, в историографии возникла гипотеза, что Валерий Максим ошибся и что на самом деле этот Лукулл тоже был Луцием. Её противники констатируют, что нельзя отметать надёжные данные источника и что у Марка мог быть рано умерший старший брат.
Лукулл потерял отца в 56 году до н. э., в возрасте восьми лет. Вскоре умер и дядя ребёнка по отцу, Марк Теренций Варрон Лукулл, так что его опекуном стал дядя по матери Марк Порций Катон.
В 49 году до н. э., когда началась гражданская война, Марк Лициний вместе с матерью и опекуном уехал в Сицилию, а потом в Азию. Отправляясь в армию Гнея Помпея Великого, Катон оставил своих родственников на Родосе, где они были в безопасности. В 46 году до н. э. Катон погиб, гражданская война вскоре закончилась полной победой Гая Юлия Цезаря. Лукулл вернулся в Рим. После гибели Цезаря Марк поддержал его убийц, в числе которых были его родственники: Марк Юний Брут как сын Сервилии Старшей приходился ему двоюродным братом, Гай Кассий Лонгин был женат на его двоюродной сестре Юнии Терции. Лукулл сражался в рядах республиканцев при Филиппах в октябре 42 года до н. э. и погиб в схватке или был убит цезарианцами сразу после сражения.